# Lista över kaktusarnas släkten
Detta är en lista över släkten i familjen kaktusar alfabetiskt ordnad efter de vetenskapliga namnen. Det finns egentligen inga svenska namn på kaktussläkten.

## A
| Vetenskapligt namn                    | Auktor                             | Källa | Underfamilj  | Arter | Bild                 |
| ------------------------------------- | ---------------------------------- | ----- | ------------ | ----- | -------------------- |
| Acanthocalycium                       | Backeb.                            | [ 1 ] | Cactoideae   | 3     | Acanthocalycium      |
| Acanthocereus                         | (Engelm. ex Berger) Britton & Rose | ITIS  | Cactoideae   | 6     | Acanthocereus        |
| Acharagma                             | (N.P.Taylor) Glass                 | IPNI  | Cactoideae   | 2     |                      |
| Ancistrocactus → Sclerocactus         |                                    |       |              | -     |                      |
| Anhalonium → Lophophora               |                                    |       |              | -     |                      |
| Aporocactus → Disocactus              |                                    |       |              | -     |                      |
| Ariocarpus                            | Scheidw.                           | SKUD  | Cactoideae   | 6     | Ariocarpus           |
| Armatocereus                          | Backeb.                            | SKUD  | Cactoideae   | 13    |                      |
| Arrojadoa                             | Britton&Rose                       | SKUD  | Cactoideae   | 5     | Arrojadoa            |
| Arthrocereus                          | A.Berger                           | SKUD  | Cactoideae   | 4     |                      |
| Astrophytum                           | Lem.                               | SKUD  | Cactoideae   | 4     | Astrophytum          |
| Austrocactus                          | Britton&Rose                       | SKUD  | Cactoideae   | 5     |                      |
| Austrocephalocereus → Micranthocereus |                                    |       |              | -     |                      |
| Austrocylindropuntia                  | Backeb.                            | SKUD  | Opuntioideae | 11    | Austrocylindropuntia |
| Aylostera → Rebutia                   |                                    |       |              | -     | Austrocylindropuntia |
| Aztekium                              | Boed.                              | SKUD  | Cactoideae   | 2     | Aztekium             |
| Azureocereus → Browningia             |                                    |       |              | -     | Aztekium             |
| Antal arter                           |                                    |       |              | 61    |                      |

## B
| Vetenskapligt namn           | Auktor              | Källa | Underfamilj  | Arter | Bild           |
| ---------------------------- | ------------------- | ----- | ------------ | ----- | -------------- |
| Bergerocactus                | Britton&Rose        | ITIS  | Cactoideae   | 1     |                |
| Binghamia → Espostoa         |                     |       |              | -     |                |
| Blossfeldia                  | Werderm.            | SKUD  | Cactoideae   | 1     |                |
| Bolivicereus → Cleistocactus |                     |       |              | -     |                |
| Borzicactus → Cleistocactus  |                     |       |              | -     |                |
| Brachycereus                 | Britton&Rose        | IPNI  | Cactoideae   | 1     |                |
| Brasilicactus → Parodia      |                     |       |              | -     |                |
| Brasilicereus                | Backeb.             | IPNI  | Cactoideae   | 1     |                |
| Brasiliopuntia               | (K.Schum.) A.Berger | SKUD  | Opuntioideae | 1     | Brasiliopuntia |
| Browningia                   | Britton&Rose        | SKUD  | Cactoideae   | 11    | Brasiliopuntia |
| Antal arter                  |                     |       |              | 16    |                |

## C
| Vetenskapligt namn           | Auktor              | Källa | Underfamilj  | Arter | Bild                      |
| ---------------------------- | ------------------- | ----- | ------------ | ----- | ------------------------- |
| Calymmanthium                | F.Ritter            | IPNI  | Cactoideae   | 1     |                           |
| Carnegiea                    | Britton&Rose        | SKUD  | Cactoideae   | 1     | Carnegiea                 |
| Cephalocereus                | Pfeiff.             | SKUD  | Cactoideae   | 5     | Cephalocereus             |
| Cereus                       | Mill.               | SKUD  | Cactoideae   | 34    | Cereus                    |
| Chamaecereus → Echinopsis    |                     |       |              | -     | Cereus                    |
| Chiapasia → Disocactus       |                     |       |              |       | Cereus                    |
| Cintia → Rebutia             |                     |       |              | -     |                           |
| Cipocereus                   | F.Ritter            | IPNI  | Cactoideae   | 5     |                           |
| Cleistocactus                | Lem.                | SKUD  | Cactoideae   | 49    | Cleistocactus             |
| Cochemiea → Mammillaria      |                     |       |              | -     | Cleistocactus             |
| Coleocephalocereus           | Backeb.             | SKUD  | Cactoideae   | 6     | Coleocephalocereus aureus |
| Consolea                     | Lem.                | SKUD  | Opuntioideae | 9     | Consolea spinosissima     |
| Copiapoa                     | Britton&Rose        | SKUD  | Cactoideae   | 26    | Copiapoa humilis          |
| Corryocactus                 | Britton&Rose        | SKUD  | Cactoideae   | 12    | Corryocactus maximus      |
| Corynopuntia                 | F.M.Knuth           | IPNI  | Opuntioideae | ?     |                           |
| Coryphantha                  | (Engelm.) Lem.      | SKUD  | Cactoideae   | 55    | Coryphantha               |
| Cryptocererus → Selenicereus |                     |       |              | -     | Coryphantha               |
| Cumarinia → Coryphantha      |                     |       |              | -     | Coryphantha               |
| Cumulopuntia                 | F.Ritter            | SKUD  | Opuntioideae | 20    | Cumulopuntia boliviana    |
| Cylindropuntia               | (Engelm.) F.M.Knuth | SKUD  | Opuntioideae | 42    | Cylindropuntia            |
| Antal arter                  |                     |       |              | 266   |                           |

## D
| Vetenskapligt namn         | Auktor       | Källa | Underfamilj | Arter | Bild         |
| -------------------------- | ------------ | ----- | ----------- | ----- | ------------ |
| Deamia → Strophocactus     |              |       |             | -     |              |
| Dendrocereus               | Britton&Rose |       | Cactoideae  | 2     | Dendrocereus |
| Denmoza                    | Britton&Rose | SKUD  | Cactoideae  | 1     |              |
| Discocactus                | Pfeiff.      | SKUD  | Cactoideae  | 7     | Discocactus  |
| Disocactus                 | Lindl.       | SKUD  | Cactoideae  | 16    | Disocactus   |
| Dolichothele → Mammillaria |              |       |             | -     | Disocactus   |
| Antal arter                |              |       |             | 26    |              |

## E
| Vetenskapligt namn                | Auktor                 | Källa | Underfamilj | Arter | Bild                    |
| --------------------------------- | ---------------------- | ----- | ----------- | ----- | ----------------------- |
| Eccremocactus → Weberocereus      |                        |       |             |       |                         |
| Echinocactus                      | Link&Otto              | SKUD  | Cactoideae  | 6     | Echinocactus            |
| Echinocereus                      | Engelm.                | SKUD  | Cactoideae  | 61    | Echinocereus            |
| Echinofossulocactus → Stenocactus |                        |       |             | -     | Echinocereus            |
| Echinomastus → Sclerocactus       |                        |       |             | -     | Echinocereus            |
| Echinopsis                        | Zucc.                  | SKUD  | Cactoideae  | 129   | Echinopsis              |
| Epiphyllopsis → Hatiora           |                        |       |             | -     | Echinopsis              |
| Epiphyllum                        | Haw.                   | SKUD  | Cactoideae  | 19    | Epiphyllum anguliger    |
| Epithelantha                      | A.Weber ex Britt.&Rose | ITIS  | Cactoideae  | 2     | Epithelantha micromeris |
| Erdisia → Corryocactus            |                        |       |             | -     | Epithelantha micromeris |
| Eriocactus → Parodia              |                        |       |             | -     | Epithelantha micromeris |
| Eriocereus → Harrisia             |                        |       |             | -     | Epithelantha micromeris |
| Eriosyce                          | Phil.                  | SKUD  | Cactoideae  | 35    | Eriosyce                |
| Erythrorhipsalis → Rhipsalis      |                        |       |             | -     | Eriosyce                |
| Escobaria                         | Britton&Rose           | SKUD  | Cactoideae  | 23    | Escobaria               |
| Escontria                         | Rose                   | IPNI  | Cactoideae  | 1     |                         |
| Espostoa                          | Britton&Rose           | SKUD  | Cactoideae  | 16    | Espostoa malanostele    |
| Espostoopsis                      | Buxb.                  | SKUD  | Cactoideae  | 1     |                         |
| Eulychnia                         | Phil.                  | SKUD  | Cactoideae  | 5     | Eulychnia castanea      |
| Antal arter                       |                        |       |             | 298   |                         |

## F
| Vetenskapligt namn | Auktor       | Källa | Underfamilj | Arter | Bild           |
| ------------------ | ------------ | ----- | ----------- | ----- | -------------- |
| Facheiroa          | Britton&Rose | IPNI  | Cactoideae  | 3     |                |
| Ferocactus         | Britton&Rose | SKUD  | Cactoideae  | 30    | Ferocactus     |
| Frailea            | Britton&Rose | SKUD  | Cactoideae  | 17    | Frailea pumila |

## G
| Vetenskapligt namn            | Auktor                   | Källa | Underfamilj  | Arter | Bild          |
| ----------------------------- | ------------------------ | ----- | ------------ | ----- | ------------- |
| Geohintonia                   | Glass&W.A.Fitz Maur.     | SKUD  | Cactoideae   | 1     |               |
| Glandulicactus → Sclerocactus |                          |       |              | -     |               |
| Grusonia                      | Hort.Nicolai ex K.Schum. | IPNI  | Opuntioideae | 17    |               |
| Gymnocactus → Turbinicarpus   |                          |       |              | -     |               |
| Gymnocalycium                 | Pfeiff.                  | SKUD  | Cactoideae   | 71    | Gymnocalycium |

## H
| Vetenskapligt namn           | Auktor                  | Källa | Underfamilj | Arter | Bild       |
| ---------------------------- | ----------------------- | ----- | ----------- | ----- | ---------- |
| Haageocereus                 | Backeb.                 | SKUD  | Cactoideae  | 20    |            |
| Hamatocactus → Echinocactus  |                         |       |             | -     |            |
| Harrisia                     | Britton                 | SKUD  | Cactoideae  | 20    |            |
| Hatiora                      | Britton&Rose            | SKUD  | Cactoideae  | 6     | Hatiora    |
| x Heliaporus → Disocactus    |                         |       |             | -     | Hatiora    |
| Heliocereus → Disocactus     |                         |       |             | -     | Hatiora    |
| Hildewintera → Cleistocactus |                         |       |             | -     | Hatiora    |
| Hyalocereus                  | overifierad             | ITIS  |             | -     |            |
| Hylocereus                   | (A.Berger) Britton&Rose | SKUD  | Cactoideae  | 19    | Hylocereus |

## I
| Vetenskapligt namn          | Auktor | Källa | Underfamilj | Arter | Bild |
| --------------------------- | ------ | ----- | ----------- | ----- | ---- |
| Islaya → Eriosyce           |        |       |             | -     |      |
| Isolatocereus → Stenocereus |        |       |             | -     |      |

## J
| Vetenskapligt namn | Auktor       | Källa | Underfamilj | Arter | Bild                       |
| ------------------ | ------------ | ----- | ----------- | ----- | -------------------------- |
| Jasminocereus      | Britton&Rose | IPNI  | Cactoideae  | 1     | Jasminocereus galapagensis |

## L
| Vetenskapligt namn             | Auktor                  | Källa | Underfamilj | Arter | Bild                     |
| ------------------------------ | ----------------------- | ----- | ----------- | ----- | ------------------------ |
| Lasiocereus → Haageocereus     |                         |       |             | -     | Leocereus bahiensis      |
| Lemaireocereus → Stenocereus   |                         |       |             | -     | Leocereus bahiensis      |
| Leocereus                      | Britton&Rose            | IPNI  | Cactoideae  | 1     | Leocereus bahiensis      |
| Lepismium                      | Pfeiff.                 | SKUD  | Cactoideae  | 15    |                          |
| Leptocereus                    | (A.Berger) Britton&Rose | SKUD  | Cactoideae  | 15    |                          |
| Leptocladodia → Mammillaria    |                         |       |             | -     |                          |
| Leuchtenbergia                 | Hook.                   | SKUD  | Cactoideae  | 1     | Leuchtenbergia principis |
| Lobivia → Echinopsis           |                         |       |             | -     | Leuchtenbergia principis |
| Lophocereus → Pachycereus      |                         |       |             | -     | Leuchtenbergia principis |
| Lophophora                     | Coult.                  | SKUD  | Cactoideae  | 2     | Lophophora               |
| Loxanthocereus → Cleistocactus |                         |       |             | -     | Lophophora               |

## M
| Vetenskapligt namn            | Auktor           | Källa | Underfamilj    | Arter | Bild                  |
| ----------------------------- | ---------------- | ----- | -------------- | ----- | --------------------- |
| Maihuenia                     | Phil.            | IPNI  | Maihuenioideae | 2     |                       |
| Maihueniopsis                 | Speg.            | SKUD  | Opuntioideae   | 18    | Maihueniopsis         |
| Mamillopsis → Mammillaria     |                  |       |                | -     | Maihueniopsis         |
| Mammillaria                   | Haw.             | SKUD  | Cactoideae     | 171   | Mammillaria           |
| Mammilloydia                  | Buxb.            | SKUD  | Cactoideae     | 1     |                       |
| Marginatocereus → Pachycereus |                  |       |                | -     |                       |
| Marniera → Selenicereus       |                  |       |                |       |                       |
| Matucana                      | Britton&Rose     | SKUD  | Cactoideae     | 17    | Matucana pujupatii    |
| Mediocactus → Hylocereus      |                  |       |                | -     | Matucana pujupatii    |
| Mediolobivia → Rebutia        |                  |       |                | -     | Matucana pujupatii    |
| Melocactus                    | Link&Otto        | SKUD  | Cactoideae     | 33    | Melocactus matanzanus |
| Micranthocereus               | Backeb.          | SKUD  | Cactoideae     | 9     |                       |
| Micropuntia                   | Daston           | IPNI  | Opuntioideae   | ?     |                       |
| Mila                          | Britton&Rose     | SKUD  | Cactoideae     | 1     | Mila lurinensis       |
| Miqueliopuntia                | Fric ex F.Ritter | IPNI  | Opuntioideae   | 1     |                       |
| Monvillea → Acanthocereus     |                  |       |                | -     |                       |
| Morawetzia → Oreocereus       |                  |       |                | -     |                       |
| Myrtillocactus                | Console          | SKUD  | Cactoideae     | 4     | Myrtillocactus        |

## N
| Vetenskapligt namn           | Auktor       | Källa | Underfamilj | Arter | Bild |
| ---------------------------- | ------------ | ----- | ----------- | ----- | ---- |
| Neobuxbaumia                 | Backeb.      | SKUD  | Cactoideae  | 9     |      |
| Neocardenasia → Neoraimondia |              |       |             | -     |      |
| Neochilenia → Eriosyce       |              |       |             | -     |      |
| Neolloydia                   | Britton&Rose | SKUD  | Cactoideae  | 2     |      |
| Neoporteria → Eriosyce       |              |       |             | -     |      |
| Neoraimondia                 | Britton&Rose | SKUD  | Cactoideae  | 2     |      |
| Neowerdermannia              | Fric         | SKUD  | Cactoideae  | 2     |      |
| Nopalea → Opuntia            |              |       |             | -     |      |
| Nopalxochia → Disocactus     |              |       |             | -     |      |
| Notocactus → Parodia         |              |       |             | -     |      |
| Nyctocereus → Peniocereus    |              |       |             | -     |      |

## O
| Vetenskapligt namn | Auktor             | Källa | Underfamilj  | Arter | Bild                      |
| ------------------ | ------------------ | ----- | ------------ | ----- | ------------------------- |
| Obregonia          | Fric               | SKUD  | Cactoideae   | 1     |                           |
| Opuntia            | Mill.              | SKUD  | Opuntioideae | 181   |                           |
| Oreocereus         | (A.Berger) Riccob. | SKUD  | Cactoideae   | 9     | Oreocereus                |
| Oroya              | Britton&Rose       | SKUD  | Cactoideae   | 2     | Oroya peruviana           |
| Ortegocactus       | Alexander          | IPNI  | Cactoideae   | 1     | Ortegocactus macdougallii |

## P
| Vetenskapligt namn              | Auktor                  | Källa | Underfamilj   | Arter | Bild                     |
| ------------------------------- | ----------------------- | ----- | ------------- | ----- | ------------------------ |
| Pachycereus                     | (A.Berger) Britton&Rose | SKUD  | Cactoideae    | 12    | Pachycereus              |
| Parodia                         | Speg.                   | SKUD  | Cactoideae    | 66    |                          |
| Pediocactus                     | Britton&Rose            | SKUD  | Cactoideae    | 8     | Pediocactus              |
| Pelecyphora                     | Ehrenb.                 | SKUD  | Cactoideae    | 2     | Pelecyphora asseliformis |
| Peniocereus                     | (A.Berger) Britton&Rose | SKUD  | Cactoideae    | 18    |                          |
| Pereskia                        | Mill.                   | SKUD  | Pereskioideae | 17    | Pereskia                 |
| Pereskiopsis                    | Britton&Rose            | IPNI  | Opuntioideae  | 8     |                          |
| Pfeiffera → Lepismium           |                         |       |               | -     |                          |
| Phyllocactus → Epiphyllum       |                         |       |               | -     |                          |
| Pierrebraunia → Arrojadoa       |                         |       |               | -     |                          |
| Pilocereus → Cephalocereus      |                         |       |               | -     |                          |
| Pilosocereus                    | Byles&G.D.Rowley        | SKUD  | Cactoideae    | 36    | Pilosocereus             |
| Polaskia                        | Backeb.                 | SKUD  | Cactoideae    | 2     |                          |
| Praecereus                      | Buxb.                   | SKUD  | Cactoideae    | 2     |                          |
| Pseudoacanthocereus             | F.Ritter                | IPNI  | Cactoideae    | 2     |                          |
| Pseudoespostoa → Espostoa       |                         |       |               | -     |                          |
| Pseudomammillaria → Mammillaria |                         |       |               | -     |                          |
| Pseudopilocereus → Pilosocereus |                         |       |               | -     |                          |
| Pseudorhipsalis                 | Britton&Rose            | SKUD  | Cactoideae    | 6     |                          |
| Pterocactus                     | K.Schum.                | IPNI  | Opuntioideae  | 9     | Pterocactus valentinii   |
| Pygmaeocereus                   | H.Johnson & Backeb.     | SKUD  | Cactoideae    | 3     | Pygmaeocereus bylesianus |

## Q
| Vetenskapligt namn | Auktor       | Källa | Underfamilj  | Arter | Bild |
| ------------------ | ------------ | ----- | ------------ | ----- | ---- |
| Quiabentia         | Britton&Rose | IPNI  | Opuntioideae | 2     |      |

## R
| Vetenskapligt namn          | Auktor   | Källa | Underfamilj | Arter | Bild      |
| --------------------------- | -------- | ----- | ----------- | ----- | --------- |
| Rauhocereus                 | Backeb.  | SKUD  | Cactoideae  | 1     |           |
| Rebutia                     | K.Schum. | SKUD  | Cactoideae  | 41    | Rebutia   |
| Rhipsalidopsis → Hatiora    |          |       |             | -     |           |
| Rhipsalis                   | Gaertn.  | SKUD  | Cactoideae  | 35    | Rhipsalis |
| Rhipsaphyllopsis → Hatiora  |          |       |             | -     | Rhipsalis |
| Ritterocereus → Stenocereus |          |       |             | -     | Rhipsalis |
| Roseocereus → Harrisia      |          |       |             | -     | Rhipsalis |

## S
| Vetenskapligt namn          | Auktor                  | Källa | Underfamilj | Arter | Bild                      |
| --------------------------- | ----------------------- | ----- | ----------- | ----- | ------------------------- |
| Samaipaticereus             | Cárdenas                | IPNI  | Cactoideae  | 1     |                           |
| Schlumbergera               | Lem.                    | SKUD  | Cactoideae  | 6     | Schlumbergera             |
| Sclerocactus                | Britton&Rose            | SKUD  | Cactoideae  | 14    |                           |
| Selenicereus                | (A.Berger) Britton&Rose | SKUD  | Cactoideae  | 28    | Selenicereus wercklei     |
| Seticereus → Cleistocactus  |                         |       |             | -     |                           |
| Setiechinopsis → Echinopsis |                         |       |             | -     |                           |
| Stenocactus                 | (K.Schum.) A.W.Hill     | SKUD  | Cactoideae  | 10    |                           |
| Stenocereus                 | (A.Berger) Riccob.      | SKUD  | Cactoideae  | 23    | Stenocereus               |
| Stephanocereus              | A.Berger                | IPNI  | Cactoideae  | 2     |                           |
| Stetsonia                   | Britton&Rose            | SKUD  | Cactoideae  | 1     | Stetsonia coryne          |
| Strombocactus               | Britton&Rose            | SKUD  | Cactoideae  | 1     | Strombocactus disciformis |
| Strophocactus               | Britton&Rose            | IPNI  | Cactoideae  | 3     | Strophocactus testudo     |
| Sulcorebutia → Rebutia      |                         |       |             | -     |                           |

## T
| Vetenskapligt namn          | Auktor                 | Källa | Underfamilj  | Arter | Bild               |
| --------------------------- | ---------------------- | ----- | ------------ | ----- | ------------------ |
| Tacinga                     | Britton&Rose           | IPNI  | Opuntioideae | 7     |                    |
| Tephrocactus                | Lem.                   | SKUD  | Opuntioideae | 6     | Tephrocactus       |
| Thelocactus                 | (K.Shum.) Britton&Rose | SKUD  | Cactoideae   | 12    | Thelocactus        |
| Thrixanthocereus → Espostoa |                        |       |              | -     | Thelocactus        |
| Toumeya → Sclerocactus      |                        |       |              | -     | Thelocactus        |
| Trichocereus → Echinopsis   |                        |       |              | -     | Thelocactus        |
| Tunilla                     | D.R.Hunt&Iliff         | SKUD  | Opuntioideae | 9     | Tunilla soehrensii |
| Turbinicarpus               | Buxb.&Backeb.          | SKUD  | Cactoideae   | 24    |                    |

## U
| Vetenskapligt namn | Auktor  | Källa | Underfamilj | Arter | Bild |
| ------------------ | ------- | ----- | ----------- | ----- | ---- |
| Uebelmannia        | Buining | SKUD  | Cactoideae  | 3     |      |

## W
| Vetenskapligt namn            | Auktor       | Källa | Underfamilj | Arter | Bild               |
| ----------------------------- | ------------ | ----- | ----------- | ----- | ------------------ |
| Weberbauerocereus             | Britton&Rose | SKUD  | Cactoideae  | 8     |                    |
| Weberocereus                  | Britton&Rose | IPNI  | Cactoideae  | 8     | Weberocereus rosei |
| Weingartia → Rebutia          |              |       |             |       |                    |
| Werckleocereus → Weberocereus |              |       |             |       |                    |
| Wigginsia → Parodia           |              |       |             |       |                    |
| Wilcoxia → Echinocereus       |              |       |             |       |                    |
| Wilmattea → Hylocereus        |              |       |             |       |                    |

## Y
| Vetenskapligt namn | Auktor           | Källa | Underfamilj | Arter | Bild |
| ------------------ | ---------------- | ----- | ----------- | ----- | ---- |
| Yavia              | R.Kiesling&Piltz | IPNI  | Cactoideae  | ?     |      |
| Yungasocereus      | F.Ritter         | IPNI  | Cactoideae  | 1     |      |

## Z
| Vetenskapligt namn         | Auktor | Källa | Underfamilj | Arter | Bild |
| -------------------------- | ------ | ----- | ----------- | ----- | ---- |
| Zygocactus → Schlumbergera |        |       |             | -     |      |

## Summering
Antal arter i denna familj590 (hittills)

## Auktorkällor
- IPNI - International Plant Names Index
- ITIS - Integrated Taxonomic Information System
- SKUD - Svensk kulturväxtdatabas